# Tetraleurodes
Tetraleurodes es un género de insectos hemípteros de la familia Aleyrodidae, subfamilia Aleyrodinae. El género fue descrito primero por Cockerell en 1932.

## Especies
La siguiente es la lista de especies pertenecientes a este género.
- Tetraleurodes acaciae (Quaintance, 1900)
- Tetraleurodes adabicola Takahashi, 1955
- Tetraleurodes andropogoni (Dozier, 1934)
- Tetraleurodes bambusae Jesudasan & David, 1991
- Tetraleurodes banksiae Martin, 1999
- Tetraleurodes bararakae Takahashi, 1955
- Tetraleurodes bicolor Bink-Moenen in Bink-Moenen & Gerling, 1992
- Tetraleurodes bidentatus Sampson & Drews, 1941
- Tetraleurodes bireflexa Nakahara, 1995
- Tetraleurodes burliarensis Jesudasan & David, 1991
- Tetraleurodes cacaorum (Bondar, 1923)
- Tetraleurodes caulicola Nakahara, 1995
- Tetraleurodes chivela Nakahara, 1995
- Tetraleurodes confusa, Nakahara, 1995
- Tetraleurodes contigua (Sampson & Drews, 1941)
- Tetraleurodes corni (Haldeman, 1850)
- Tetraleurodes cruzi (Cassino, 1991)
- Tetraleurodes dendrocalami Dubey & Sundararaj, 2005
- Tetraleurodes dorseyi (Kirkaldy, 1907)
- Tetraleurodes dorsirugosa Nakahara, 1995
- Tetraleurodes elaeocarpi Takahashi, 1950
- Tetraleurodes errans (Bemis, 1904)
- Tetraleurodes fici Quaintance & Baker, 1937
- Tetraleurodes ghesquierei Dozier, 1934
- Tetraleurodes graminis Takahashi, 1934
- Tetraleurodes granulata Bink-Moenen, 1983
- Tetraleurodes hederae Goux, 1939
- Tetraleurodes hirsuta Takahashi, 1955
- Tetraleurodes kunnathoorensis Regu & David, 1993
- Tetraleurodes leguminicola Bink-Moenen, 1983
- Tetraleurodes madagascariensis Takahashi, 1951
- Tetraleurodes malayensis Mound & Halsey, 1978
- Tetraleurodes mameti Takahashi, 1938
- Tetraleurodes marshalli Bondar, 1928
- Tetraleurodes melanops (Cockerell, 1903)
- Tetraleurodes mexicana Nakahara, 1995
- Tetraleurodes mirabilis Takahashi, 1961
- Tetraleurodes monnioti (Cohic, 1968)
- Tetraleurodes mori (Quaintance, 1899)
- Tetraleurodes moundi Cohic, 1968
- Tetraleurodes neemani Bink-Moenen in Bink-Moenen & Gerling, 1992
- Tetraleurodes oplismeni Takahashi, 1934
- Tetraleurodes pauliani Takahashi, 1955
- Tetraleurodes perileuca (Cockerell, 1902)
- Tetraleurodes perseae Nakahara, 1995
- Tetraleurodes pluto Dumbleton, 1956
- Tetraleurodes pringlei Quaintance & Baker, 1937
- Tetraleurodes pseudacaciae Nakahara, 1995
- Tetraleurodes psidii David, 1993
- Tetraleurodes pusana Takahashi, 1950
- Tetraleurodes quadratus Sampson & Drews, 1941
- Tetraleurodes quercicola Nakahara, 1995
- Tetraleurodes rugosus Corbett, 1926
- Tetraleurodes russellae Cohic, 1968
- Tetraleurodes selachidentata Bink-Moenen, 1983
- Tetraleurodes semibarbata Takahashi, 1955
- Tetraleurodes simplicior Bink-Moenen, 1983
- Tetraleurodes splendens (Bemis, 1904)
- Tetraleurodes stellata (Maskell, 1896)
- Tetraleurodes stirlingiae Martin, 1999
- Tetraleurodes submarginata Dumbleton, 1961
- Tetraleurodes subrotunda Takahashi, 1937
- Tetraleurodes sulcistriatus Martin, 1999
- Tetraleurodes supraxialis Martin, 1999
- Tetraleurodes thenmozhiae Jesudasan & David, 1991
- Tetraleurodes truncatus Sampson & Drews, 1941
- Tetraleurodes tuberculata Bink-Moenen, 1983
- Tetraleurodes tuberculosa Nakahara, 1995
- Tetraleurodes ursorum (Cockerell, 1910)